# Wilhelm Winterer
Wilhelm Winterer (* 21. September 1879 in Konstanz; † 29. Juni 1969 in Freiburg im Breisgau) war ein deutscher Kolonialoffizier und Afrika-Schriftsteller.

## Leben
Wilhelm Winterer war einer der vier Söhne des Freiburger Oberbürgermeisters Otto Winterer und dessen Ehefrau Maria (geb. Gartenhauser). 1898 absolvierte er seine Abiturprüfung am Berthold-Gymnasium Freiburg. Er trat in das 5. Badisches Infanterie-Regiment Nr. 113 ein und begann eine Offizierslaufbahn. 1907 bis 1913 diente er als Leutnant in der Schutztruppe für Deutsch-Ostafrika. Da er erst im Juli 1907 nach Ostafrika reiste, war er an der Niederschlagung des Maji-Maji-Aufstandes kaum mehr beteiligt. Er war zunächst der 3. Kompanie der Schutztruppe für Deutsch-Ostafrika zugeordnet und in Lindi im heutigen Tansania stationiert. Später wurde er zum Militärposten der 7. Kompanie, Kifumbiro, in der Residentur Bukoba am Victoriasee versetzt.
Bei einem Heimatbesuch brachte Winterer 1910 zahlreiche Sammlerstücke aus Ostafrika mit, die er dem Freiburger Völkerkundemuseum/Adelhauser Museum stiftete. Hierzu gehörten Geweihe, Krokodil- und Straußeneier, Schlangen in Spiritus, eine Käfersammlung und eine Reihe von Waffen, Kleidungsstücken, Haushaltsgeräten und Tabakspfeifen. Später schenkte er dem Museum noch zwei auf Schilde montierte Watussi-Rindergehörne. In seiner Wohnung hatte er eine weitere reichhaltige Sammlung von Erinnerungsstücken aus Afrika, die jedoch am 27. November 1944 bei dem verheerenden Bombenangriff auf Freiburg im Breisgau (Operation Tigerfish) vernichtet wurde.

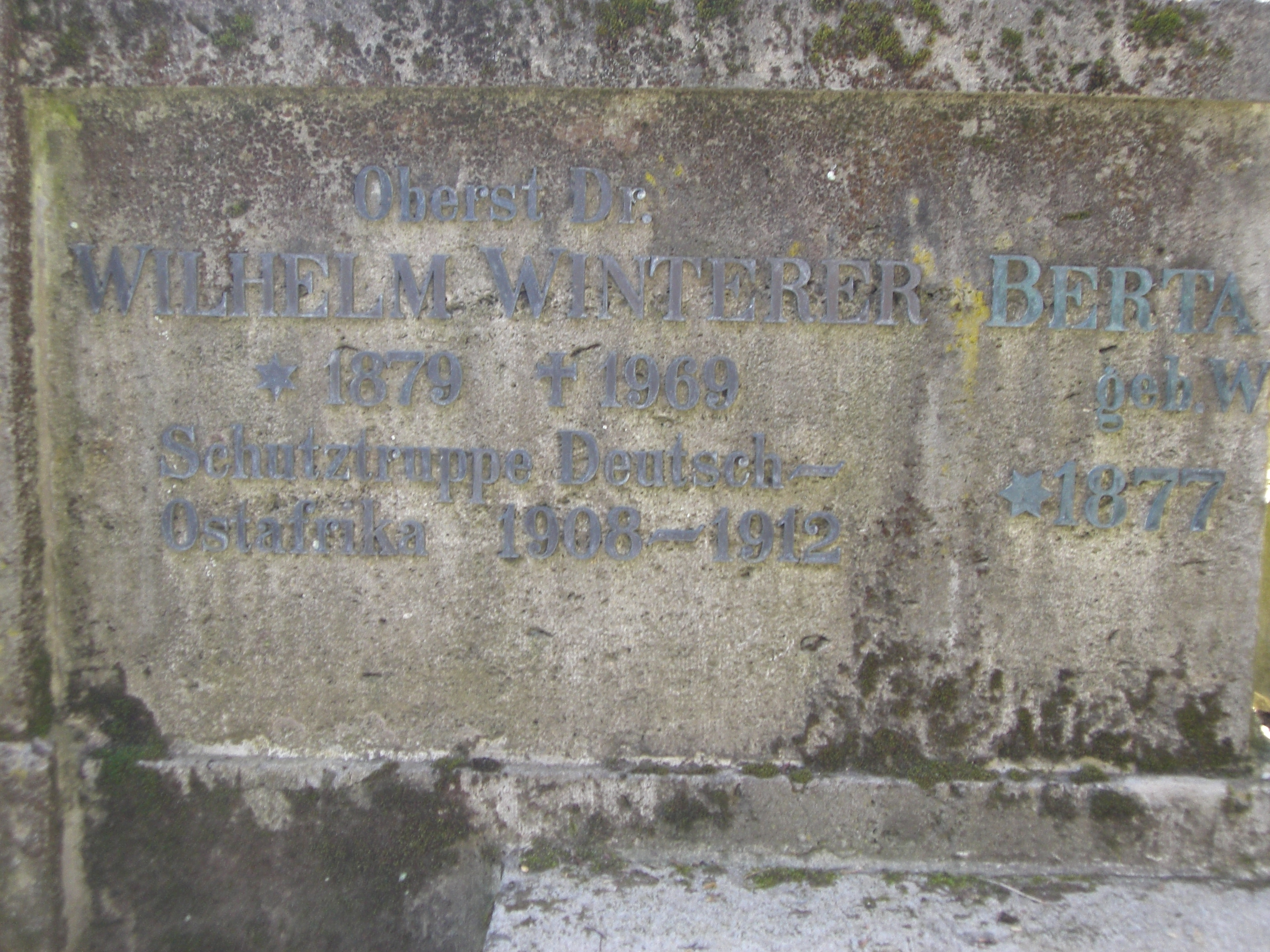
Grabstein auf dem Hauptfriedhof Freiburg im Breisgau

Zurück in Deutschland studierte er an der Albert-Ludwigs-Universität Freiburg und promovierte 1915 an der philosophischen Fakultät mit einer Dissertation über Die Entstehung und Verwertung der Schanzen und Linien auf dem südlichen Schwarzwalde.... 1915 war er auch schon als Hauptmann an der Westfront im Oberelsass und 1917/18 an den Kämpfen zwischen Maas und Mosel beteiligt. Nach dem Ersten Weltkrieg zog sich Winterer in das Privatleben zurück und widmete sich seinem Hobby, dem Schachspiel, sowie der Pflege seiner kolonialen Erinnerungen.
Winterer war lange im Vorstand für den Freiburger Schachklub tätig und galt als exzellenter Spieler. Bei einem Simultanturnier 1937 in Freiburg erzielte er den einzigen Sieg gegen den Großmeister Efim Bogoljubow.
Von 1923 bis 1942 betrieb er in Freiburg den Afrika-Verlag, in dem sein eigenes Buch, Werben und Sterben. Ein Traum aus Deutschostafrika, publiziert wurde.
1933 war Winterer an der Freiburger Marine- und Kolonialausstellung beteiligt, ebenso an der Kolonialausstellung von 1935.
Im Zweiten Weltkrieg machte er den Frankreichfeldzug, den Balkanfeldzug und bis 1944 den Russlandfeldzug mit, wobei er zum Ende den Rang eines Obersten einnahm.

## Werke
- Werben und Sterben – Ein Traum aus Deutsch – Ostafrika, Freiburg i.Br. 1923
- Auf Büffel- und Elefantenjagd in Ostafrika. In: Josef Viera (Hg.): Exotische Jagdabenteuer aus aller Welt. Enßlin & Laiblins Verlagsbuchhandlung Reutlingen 1927
- Der Gehenkte, Fortsetzungsroman. In: Jambo,[6] August 1931, S. 211ff. und September 1931, S. 259ff.
- Eine Entdeckungsfahrt mit Abenteuern, Fortsetzungsroman. In: Jambo, Jg. 1933, S. 51–61, 83–91 und 113–115.
- Aus der deutschen Kolonialgeschichte, Freiburger Zeitung vom 16. Juni 1935 (Teil I) und Freiburger Zeitung vom 16. Juni 1935 (Teil II).
- Die Entstehung und Verwertung der Schanzen und Linien auf dem südlichen Schwarzwalde, unter besonderer Berücksichtigung des Hohlen Grabens. In: Zeitschrift der Gesellschaft für Beförderung der Geschichts-, Altertums- und Volkskunde von Freiburg, dem Breisgau und den Angrenzenden Landschaften, 31. Jg. (1916) Digitalisat der UB Freiburg